# 虚拟桌面

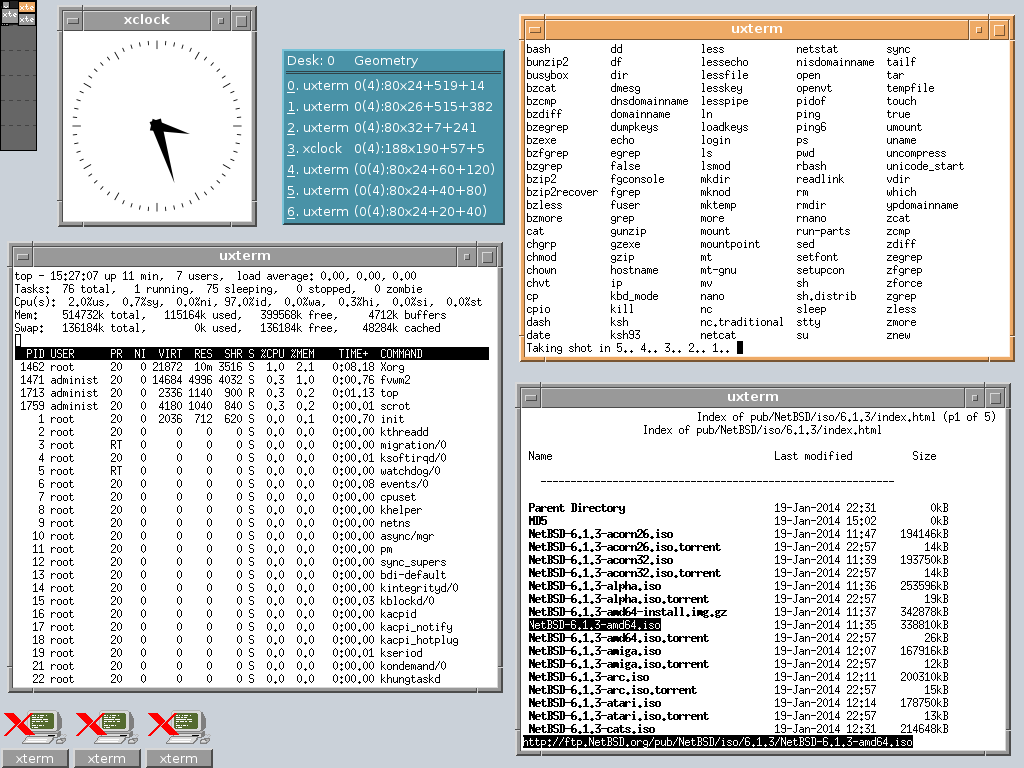
FVWM虚拟桌面，换页器在左上角。

在计算中，虚拟桌面（virtual desktop）是通过使用软件将计算机桌面环境的虚拟空间扩张到超出物理屏幕区域。其主要方式之一是可切换虚拟桌面，它允许用户制作他们的桌面视见区（view port）的虚拟副本，并在其间切换，具有着打开窗口存在于单一虚拟桌面之中。

## 可切换桌面
可切换桌面最初由Austin Henderson和Stuart Card于1986年在Xerox PARC设计实现为“Rooms”，（直到出版前作者都不知道）在概念上类似于Patrick Peter Chan在1984年的早先工作。这项工作获得了美国专利。
可切换桌面由Tom LaStrange于1989年在swm中介绍给更广泛的受众。运行的应用的窗口不再简单的被放置在一个x, y位置上，而是被放置在一个给定的虚拟桌面“上下文”上的x, y位置上。它们接着只能在这个特定上下文被启用时对于用户是可访问的。可切换桌面为用户提供了换页器（pager）来在“上下文”间，或屏幕空间的页面之间进行切换，在任何给定时间只有其中之一可以在计算机显示器上显示。Unix的第一个虚拟桌面实现是1990年的vtwm。很多今天的X窗口管理器都包括虚拟桌面功能。

## 引用
1. ↑  D. Austin Henderson, Jr., Stuart Card (1986) Rooms: the use of multiple virtual workspaces to reduce space contention in a window-based graphical user interface ACM Transactions on Graphics
2. ↑  User interface with multiple workspaces for sharing display system objects （页面存档备份，存于）, US Patent 5,533,183
3. ↑  Thomas E. LaStrange (1990) swm: An X window manager shell （页面存档备份，存于）. USENIX Summer.